# محمد بن عيسى المكناسي
محمد بن عيسى المكناسي من أشهر شيوخ الصوفية بالمغرب الأقصى وشمال أفريقيا من مواليد 1467م، وتوفي في مكناس عام 933 هـ/1526م.
له اتباع ومريدون وطريقة في كل مدينة من مدن المغرب العربي، وأصحابه هم أتباعه في (الطريقة) وقد ألّف لهم خصيصا (حزبا) كله أذكار في عقائد التوحيد.

## حياته

### نسبه
يرجع نسب الشيخ إلى الأشراف الأدارسة

### ولادته ونشأته
الشيخ محمد بن عيسى المكناسي (أصيل مدينة مكناسة الزيتون الواقعة ببلاد المغرب الأقصى) ولد سنة 872هـ/1467م ويمتد نسبه إلى آل البيت عبر إدريس الأصغر مؤسس مدينة فاس في نهاية القرن الثاني للهجرة. وقد نشأ في وسط عائلي اجتمع فيه العلم بالصلاح، ومنذ حداثة سنّه ارتحل به والده إلى مدينة فاس التي كانت مركزَ علمٍ وإشعاع ثقافي آنذاك، تضم نخبة من مشايخ العلم والأدب القادمين من بلاد المشرق. 
جَدّ الشيخ محمد بن عيسى في استيعاب شتى العلوم والمعارف، إذ حفظ القرآن الكريم في فترة وجيزة، وكان منقطعا بالكلية إلى الدراسة والتحصيل، فبرعَ في العربية وآدابها، والفقه والتفسير وتمكّن من العلوم النقلية والعقلية.

### طريقته الصوفية
يعود سند الطريقة التي عرفت باسمه (الطريقة العيساوية) إلى الإمام أبي الحسن الشاذلي (ت656هـ/1258م) قطب التصوف في زمانه. وقد انتشرت الطريقة العيساوية انتشارا واسعا في البلاد التونسية وبالمشرق العربي، ولاسيما في المدن والحواضر الكبرى. ولعل اعتمادها على الكرامات وإحياء حلقات الإنشاد والسماع والشطح الصوفي بانتظام؛ كان له أثره في اهتمام الناس بها وفي تزايد عدد مريديها.
ويعود الدور الأساس في تكوّن الشخصية الصوفية لمحمد بن عيسى إلى ثلاثة شيوخ بارزين هم: أحمد بن عمر الحارثي (ت 905هـ/1499م) وعبد العزيز التباع (ت 914هـ/1508م) ومحمد الصغير السهلي (ت 918هـ) وهؤلاء الثلاثة من تلاميذ محمّد بن سليمان الجزولي صاحب كتاب دلائل الخيرات، وهو من أتباع أبي الحسن الشاذلي، وإليه تنسب الطريقة الصوفية المسمّاة بالجزولية، وسيغلب على اسمها لاحقا بعد وفاته باسم العيساوية».

### تلاميذه
تلقى على الشيخ بن عيسى اثنان من أبرز أعلام التصوّف في بلاد المغرب، هما: الشيخ المجذوب (ت1569م) والشيخ أبو الرواين وهو الذي تولّى مشيخة الطريقة العيساوية بعد وفاة شيخه محمد بن عيسى.

## انتشار الطريقة العيساويّة في تونس
لم تحدّد المصادر التقليدية بدقّة تاريخ دخول الطريقة العيساوية إلى تونس، غير أنّ بعض الإشارات المقتضبة التي اهتمّت بالحياة الروحية إجمالا في بلاد المغرب العربي، إضافة إلى تقييدات شيوخ الطريقة نفسها وأتباعها، تساعدنا بعض الشيء على اعتبار القرن العاشر للهجرة (السادس عشر ميلادياًّ) تاريخ دخول الطريقة العيساوية إلى تونس، إذ ذكر أحمد القطعاني وهو من أبرز من أرخ للطريقة العيساوية أنّه لم تمضِ على وفاة الشيخ الكامل سيدي محمد بن عيسى مائة سنة إلّا وزوايا طريقته منتشرة في كامل بلاد المغرب وموريتانيا والجزائر وتونس، ثم في طرابلس حيث بنيت أوّل زاوية في أوائل القرن السابع عشر ميلادياًّ.
أمّا المراجع العيساوية ذاتها، فتذهب إلى أنّ زاوية سيدي الحاري هي من أقدم زاويا العيساوية بالبلاد التونسية، وهي تقع فيما بين باب الخضراء وباب سويقة ويصطلح عليها بالزاوية الأم. وفي ما بعد ظهرت زوايا أخرى تابعة لهذه الطريقة منها زاوية سيدي الشاذلي بباب الجزيرة، وزاوية سيدي بوسعيد التي جمعت مريدي الطريقة الشاذلية ومريدي الطريقة العيساوية. وكذلك زوايا الكاف وتطاوين وتستور والساحل. وفي سنة 1925 نجد 144 زاوية خاصة بالطريقة العيساوية تضمّ حوالي 40.000 مريد.
ونجد لدى بعض الدارسين والباحثين الأوروبيين، وعلى الأخص منهم أولئك الذين كانوا مقيمين بتونس في الفترة الاستعمارية؛ اهتماما بالغا بالطريقة العيساوية وتصوير حياتها الروحية داخل الزوايا، كما كان الاهتمام -ومايزال- شديدا بالخرجات الصوفية التي تحييها الطريقة العيساوية، والتي تقترن فيها فنون الشطح الصوفي بالإنشاد والذكر، إلى حدّ الانتشاء الروحي الذي يصل إلى نوع من الجذب.
وتعدّ الطريقة العيساوية في تونس من أكثر الطرق حفظا لنوبات المالوف والموشحات الأندلسية التقليدية، إضافة إلى الأزجال والموشحات الصوفية. أمّا الموشحات الغزلية ذات المعاني والأغراض الكلاسيكية؛ فإنها تحوي معانيَ روحية ووجدية صوفية تتصل بمحبة الله والصلاة على النبي محمد والشوق إلى زيارة الكعبة.

## شيوخه
تتلمذ الشيخ محمد بن عيسى، على يد عدة من أقطاب التصوف الإسلامي، أبرزهم:
- أحمد بن عمر الحارثي (ت 905هـ/1499م)
- عبد العزيز التباع (ت 914هـ/1508م)
- محمد الصغير السهلي (ت 918هـ).

## ميراثه
- الطريقة العيساوية